# Idaea simplicior
Idaea simplicior är en fjärilsart som beskrevs av Eugen Wehrli 1927. Idaea simplicior ingår i släktet Idaea och familjen mätare. Inga underarter finns listade i Catalogue of Life.